# 庵點

庵点

庵點（庵点，いおりてん）「〽」是日文中表示歌唱起始的標點符號之一。也稱作「歌記號」。自古以來的能樂謠本連歌等等都有用它來標記。其在英語中稱作，在Unicode中的編碼為U+303D，在JIS X 0213中的编码爲1-3-28。